# Сантер, Бенджамин
Бенджамин Д. Сантер (англ. Benjamin (Ben) D. (David) Santer; род. 3 июня 1955, Вашингтон) — американский учёный, климатолог, специалист по моделированию климата, член Национальной академии наук США (2011).
Доктор философии (1987), научный сотрудник Program for Climate Model Diagnosis and Intercomparison Ливерморской национальной лаборатории (с 1992).
Лауреат стипендии Мак-Артура (1998) и премии Уильяма Проктера за научные достижения (2019).
12-й наиболее цитируемый учёный в области глобального потепления за период с 1991 по 2001 год.
Подвергался нападкам и обвинениям из-за своей научной деятельности. Отстаивает научные результаты перед общественностью.

## Биография
В британском Университете Восточной Англии получил степени бакалавра экологии с отличием (1976) и доктора философии по климатологии (1987, под началом Тома Уигли), там же в 1977 и 1978—1979 гг. занимался и работал, а в 1983—1987 гг. являлся исследовательским ассоциатом Climatic Research Unit.
В 1980—1983 гг. инженер Dornier System GmbH.
В 1987—1992 гг. постдок и научный сотрудник Max Planck Institute for Meteorology (Гамбург, Германия).
С 1992 года научный сотрудник Program for Climate Model Diagnosis and Intercomparison Ливерморской национальной лаборатории. В 2021 ушел в отставку из лаборатории. Ныне Fowler Distinguished Scholar in Residence в Woods Hole Oceanographic Institution и приглашенный исследователь UCLA JIFRESSE.
Ведущий автор Второго оценочного доклада МГЭИК.
Его работы цитировались более 20 тыс. раз.
Появлялся в Late Night with Seth Meyers.
Составитель Открытого письма об изменении климата от обеспокоенных членов НАН США (2016).
Ведущий автор исследования, показавшего, что с 2016 года степень уверенности в том, что глобальное потепление вызвано деятельностью человека, достигла так называемого «золотого стандарта» в пять сигм (99,99994 % вероятности неслучайного результата) (Nature Climate Change, 25.02.2019).
В 2011—2019 гг. член жюри Stephen H. Schneider Award.
Фелло Американского геофизического союза (2011) и Американского метеорологического общества (2017). Член совета директоров NCSE.
Есть супруга Крис и сын.
Увлекается скалолазанием и альпинизмом.

## Награды и отличия
- Norbert Gerbier-Mumm International Award ВМО (1998)
- Стипендия Мак-Артура (1998)[3]
- Премия Эрнеста Лоуренса министерства энергетики (2002)[17]
- Distinguished Scientist Fellowship, U.S. Dept. of Energy, Office of Biological and Environmental Research (2005)[17]
- Excellence in Reviewing Award, Geophysical Research Letters[англ.] (2016)
- Премия Уильяма Проктера за научные достижения (2019)[4]
- Stephen H. Schneider Award for Outstanding Climate Science Communication (2023)
- Премия Джона Карти (2024)
- Carl-Gustaf Rossby Research Medal[англ.] (2024)